# 沟渠豹蛛
沟渠豹蛛（学名：Pardosa laura）为狼蛛科豹蛛属的动物。分布于日本、朝鲜、台湾岛以及中国大陆的吉林、河北、河南、江西、湖南、湖北、江苏、浙江、四川、广东、广西、福建等地，常栖息于旱地、果园、林区地面。该物种的模式产地在日本。